# Felsővisnyó
Felsővisnyó (szlovákul Višňové) község Szlovákiában, a Zsolnai kerületben, a Zsolnai járásban.

## Fekvése
A Zsolnai-medencében, Zsolnától 6 km-re délkeletre, a Rosinka-patak partján fekszik.

## Története
1393-ban „posessio Vysnew” alakban említik először. 1438-ban „Wyssnova”, 1439-ben „Felfalu”, 1474-ben „Wysnyewe” néven találjuk. Régi templomát 1514-ben építették gótikus stílusban. 1550 körül a község lakói protestánsok lettek. 1598-ban 24 háza állt, ekkor „Wysnowe” alakban szerepel az oklevelekben. Részben a litvai, részben a sztrecsnói uradalom része volt. Temploma az itt történt csodás gyógyulások hírére már a 17. század végén  ismert zarándokhely volt, 1714-ben már egy kis könyvecske is megjelent róla, melyet a szomszédos Harmatos plébánosa írt. 1720-ban 25 adózó háztartása létezett. A régi templom a 18. századra szűknek bizonyult a zarándokok seregéhez, ezért 1782-re felépült a mai kéttornyú kegytemplom. 1784-ben 95 házában 115 családban 821 lakos élt.
A 18. század végén Vályi András így ír róla: „VISNYOVE. Tót falu Trentsén Várm. lakosai katolikusok, és másfélék, fekszik a’ Lietavai Uradalomban; földgye nem igen termékeny, legelője, fája van.”
1828-ban 92 háza és 1113 lakosa volt. Lakói mezőgazdasággal, állattartással foglalkoztak.
Fényes Elek 1851-ben kiadott geográfiai szótárában így ír a faluról: „Visnyove, Trencsén vm. tót f. közel Turócz vármegye széléhez. Számlál 1092 kath., 12 zsidó lak. Az idevaló kat. paroch. templomban felállitott Bold. Szüz Mária képéhez nagy bucsujárások történnek; továbbá az itteni hegyekben ezüst és arany érereknek nyomaira akadni; mész pedig igen jó égettetik. F. u. a lietavai uradalom. Ut. p. Zsolna.”
A trianoni diktátumig Trencsén vármegye Zsolnai járásához tartozott.
1980 és 1991 között Zsolna város része volt.

## Népessége
| Év:            | 1994. | 2004.   | 2014.   | 2024.   |
| -------------- | ----- | ------- | ------- | ------- |
| Emberek száma: | 2436  | 2520    | 2750    | 3013    |
| Eltérés:       |       | +3,44 % | +9,12 % | +9,56 % |

| Év:            | 2023. | 2024.   |
| -------------- | ----- | ------- |
| Emberek száma: | 3010  | 3013    |
| Eltérés:       |       | +0,09 % |

1910-ben 1324, túlnyomórészt szlovák lakosa volt.
2001-ben 2477 lakosából 2432 fő szlovák volt.
2011-ben 2620 lakosából 2546 fő szlovák.

## Nevezetességei
- Szent Miklós tiszteletére 1769 és 1782 között barokk stílusban emelt temploma Északnyugat-Szlovákia leglátogatottabb zarándokhelye, ahova minden év első júliusi hétvégéjén zarándokok ezrei érkeznek. A templom Mária-szobra csodatevő hírében áll.
- Kúria a 18. század végéről.
- Klasszicista kúria a 19. század közepéről.
- A falu végén festő völgyben található a visnyói barlang. A 37 m hosszú barlang ismert geológiai és geomorfológiai látványosság.